# Hiszpańskie Towarzystwo Pedagogiczne
Hiszpańskie Towarzystwo Pedagogiczne (hiszp. Sociedad Española de Pedagogía) – hiszpańskie towarzystwo naukowe skupiające pedagogów różnych specjalności.

## Historia
Towarzystwo utworzono w 1949 w ramach Najwyższej Rady Badań Naukowych, inkubatora eksperymentalnych badań pedagogicznych, celem odtworzenia hierarchii wartości, koncepcji, pomysłów i sposobów działania w pedagogice po zakończeniu hiszpańskiej wojny domowej, w sytuacji całkowitej zmiany paradygmatu w tej dziedzinie. Uznano wówczas, że pedagogika praktykowana w Hiszpanii w pierwszych trzech dekadach XX wieku musi zostać zastąpiona inną, bardziej spójną z przyjętymi po wojnie wartościami. Proces substytucji i rozwijanie nowej orientacji postawiło sobie za cel założone Towarzystwo i wydawane przezeń czasopismo Bordón.
Towarzystwo zostało założone podczas Międzynarodowego Kongresu Pedagogicznego, który odbył się z okazji trzechsetnej rocznicy śmierci św. Józefa Kalasantego w Santander i San Sebastián od 19 do 26 lipca 1949. W kongresie udział wzięli naukowcy z różnych krajów, znani z ich wkładu w pedagogikę eksperymentalną. Wśród nich byli m.in.: Raymond Buyse, James Van del Veldt, Arvil Barr, Mario Casotti i Emile Planchard. Wtedy też rozpoczęło się wydawanie magazynu Bordón. Podwójny numer 4/5 (sierpień-wrzesień 1949) był poświęcony kronice Kongresu i wnioskom z niego płynącym.
Od 2000 hiszpańskie Krajowe Kongresy Pedagogiczne stały się Kongresami Narodowymi i Iberoamerykańskimi w celu wzmocnienia tradycji współpracy naukowej w zakresie edukacji między Hiszpanią a Ameryką Łacińską. W tym samym roku w magazynie Bordón zaszły pewne zmiany, m.in. dotyczące jego tytułu, który został przemianowany na Bordón. Revista de Pedagogía. W 2000 stworzono też komitet naukowy czasopisma złożony z ekspertów, reprezentantów poszczególnych dziedzin wiedzy pedagogicznej, będących przedstawicielami uniwersytetów z różnych części Hiszpanii.

## Przewodniczący
W 2019 przewodniczącym (prezydentem) Towarzystwa był Gonzalo Jover Olmeda z Uniwersytetu Complutense w Madrycie, a pierwszym wiceprzewodniczącym (wiceprezydentem) Luis Lizasoain Hernández z Uniwersytetu Kraju Basków.
Wcześniejsi przewodniczący:
- 1949-1981 – Víctor García Hoz,
- 1981-2000 – Arturo de la Orden Hoz,
- 2001-2008 – Ramón Pérez Juste,
- 2008-2016 – José Luis Gaviria Soto[2].